# Oulad H'Riz Sahel
Pour les articles homonymes, voir Oulad et Riz (homonymie).
Oulad H Riz Sahel (en arabe : اولاد احريز) est une ville du Maroc. Elle est située dans la région de Casablanca-Settat.